# Ganaganur, Chamarajanagar
Ganaganur là một làng thuộc tehsil Chamarajanagar, huyện Chamarajanagar, bang Karnataka, Ấn Độ.